# L'Homme à rebours
L'Homme à rebours est un roman de science-fiction de Philippe Curval, publié en 1974. Il a obtenu le Grand prix de l'Imaginaire en 1975.

## Résumé
Ce livre raconte l'histoire de Félice Giarre, un habitant de Terre I, une terre où les femmes ne procréent plus naturellement, où les parents n'élèvent plus leurs enfants, et où la nourriture est synthétique. 
Félice vit une existence misérable jusqu'à ce qu'il découvre sa capacité à voyager dans d'autres dimensions. Il se déplace ainsi sur Terre II, une planète désertique peuplée d'étranges entités qui le pourchassent pour le manger, et où lui même se nourrit de lézards. 
Félice retourne ensuite sur Terre I où il tue l'amant de sa femme, puis fuit sur Terre III où il rencontre  son géniteur. Ce dernier à la capacité de voyager dans le temps, et il apprend à Félice qu'il est issu d'une liaison avec le dieu ordinateur. Félice est donc un sur-homme immortel, capable de voyager dans toutes les dimensions, et possède des reflets de lui-même dans tous les autres mondes. 
L'histoire prend fin au moment ou Félice se détache complètement de son enveloppe corporelle et commence la création de nouvelles planètes.